# Spicola (spugne)

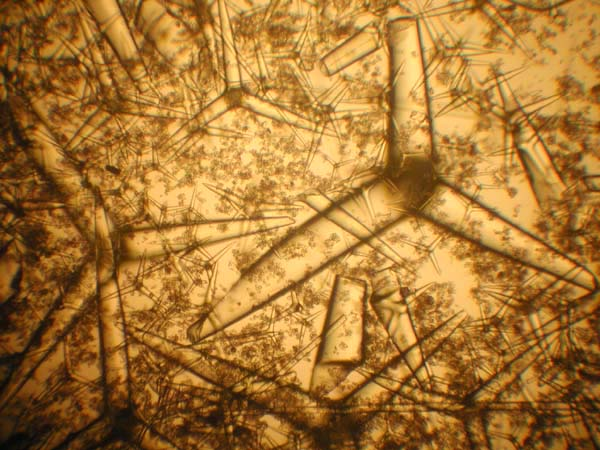
Spicole al microscopio

La spicola è una struttura microscopica di natura inorganica presente nell'endoscheletro di poriferi, cnidari e molluschi.
Le spicole possono essere di natura calcarea (Calcispongiae), silicea (Demospongiae e Hyalospongiae) o cornea (Sclerospongiae).
Le spicole hanno forma e disposizione molto diverse nelle varie specie e su di esse si basa spesso la classificazione tassonomica dei Poriferi . Per l'osservazione delle spicole il tessuto della spugna viene disciolto in acido nitrico e il residuo viene posto su un vetrino visualizzato attraverso un microscopio ottico.
Le spugne silicee hanno generalmente due tipi di spicole: le megasclere e le microsclere. 

Le megasclere misurano oltre 100 µm e partecipano alla funzione di sostegno dei tessuti. Possono avere entrambe le estremità appuntite (oxea ), ovvero un'estremità appuntita e una tronca (stilo), un'estremità appuntita e una rigonfia (tilostilo), ambedue le estremità tronche (strongilo). Esistono poi forme raggiate a 3 punte (triassoni) o a 4 punte (tetrassoni).

Le microsclere sono di piccola taglia (1 a 100 µm) e non svolgono il ruolo di struttura scheletrica.
Si presentano spesso con forma stellata (aster), con raggi che nascono da un corpo centrale più o meno stretto (euaster, sferaster) o da un asse più o meno angolato (metaster, spiraster).